# Dresdner Geschichtsverein

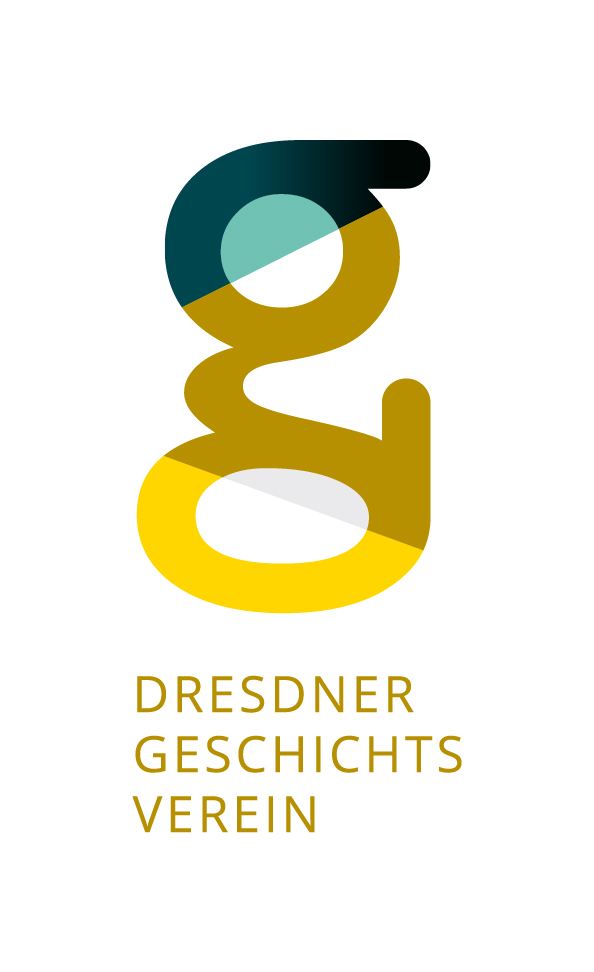
Das Logo bildet die Buchstaben d und g für Dresdner Geschichtsverein wieder. Die Schrägen symbolisieren die verschiedenen Blicke und Ebenen auf Geschichte.

Der Dresdner Geschichtsverein e. V. ist ein 1991 gegründeter eingetragener Verein, der seinen Sitz in der sächsischen Landeshauptstadt Dresden hat und ausschließlich gemeinnützige Ziele verfolgt. Zweck des Vereins ist "die Erarbeitung, Förderung und Verbreitung von interdisziplinärem Wissen zur Geschichte des Dresdner Raumes". Dazu bringt er die Zeitschrift Dresdner Hefte. Beiträge zur Kulturgeschichte vierteljährlich heraus.

## Geschichte

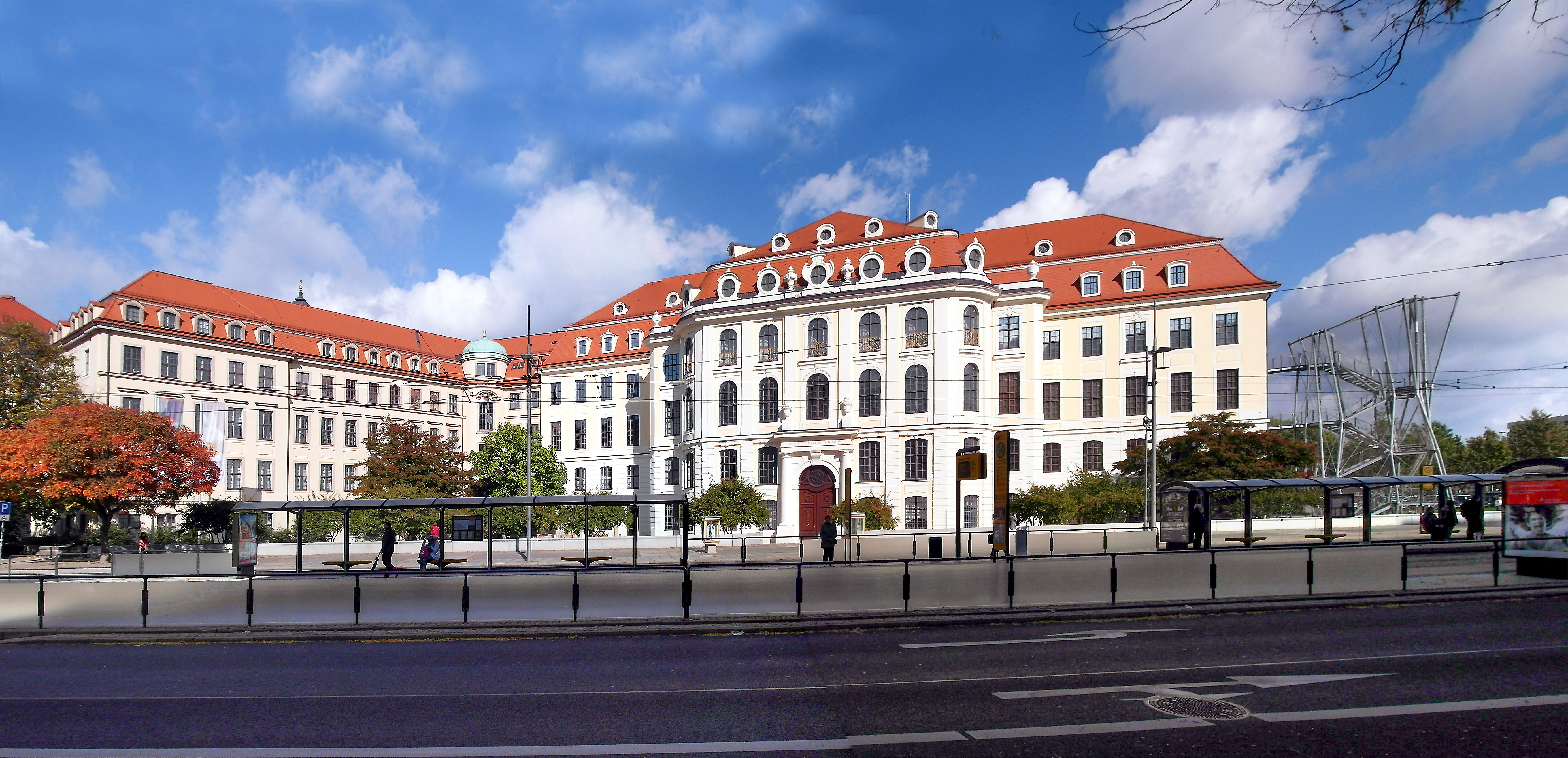
Stadtmuseum Dresden, Sitz des Dresdner Geschichtsvereins

Der Dresdner Geschichtsverein knüpft an die Tradition des 1869 gegründeten „Vereins für Geschichte und Topografie Dresdens und Umgebung“ an, der nach dem Zweiten Weltkrieg aufgelöst wurde und dessen Mitglieder teilweise in den neugegründeten Kulturbund zur demokratischen Erneuerung Deutschlands eingetreten waren. Bereits dieser Verein hatte eigene Mitteilungen herausgebracht.
Der Verein wurde am 1. Oktober 1991 von geschichtsinteressierten Bürgern in Dresden gegründet und am 11. Dezember 1991 in das Vereinsregister des Kreisgerichtes Dresden unter der Urkundennummer VR 1304 eingetragen. Vorsitzender des Vereins wurde Günter Jäckel.
Sitz des Geschichtsvereins ist das Stadtmuseum Dresden, Wilsdruffer Straße 2a, Eingang Friesengasse. Jährlich wird einmal die Mitglieder-Hauptversammlung einberufen, die für die Grundsätze der Vereinstätigkeit, Entlastung und Neuwahl des Vorstandes, den Jahresarbeitsplan und die Rechenschaftslegung des Haushaltsplanes zuständig ist.
Seit dem 1. März 2021 ist die Historikerin Caroline Förster Geschäftsführerin des Dresdner Geschichtsvereins. Von 2016 bis 2020 hatte der Historiker und Literaturwissenschaftler Justus H. Ulbricht diese Funktion inne. Er war Nachfolger des Gründungsmitglieds Hans-Peter Lühr, der 25 Jahre als Geschäftsführer für den Verein tätig war.